# Bloodrock Live
Bloodrock Live — двойной концертный альбом американской хард-рок-группы Bloodrock, изданный в мае 1972 года.
Bloodrock Live последняя запись группы с Джимом Ратледжем и Ли Пикенсом, до воссоединения группы в 2005 году.
Несмотря на то, что альбом концертный, три песни с него, «Kool-Aid-Kids», «You Gotta Roll» и «Cheater», являются студийными записями с наложенными на них аплодисментами.

## Список композиций
| №                   | Название               | Автор(ы)                                                 | Альбом              | Длительность |
| ------------------- | ---------------------- | -------------------------------------------------------- | ------------------- | ------------ |
| 1.                  | «Castle of Thoughts»   | Джим Ратледж, Ли Пикенс                                  | Bloodrock           | 3:16         |
| 2.                  | «Breach of Lease»      | Ратледж, Стиви Хилл, Эд Гранди, Рик Кобб, Джон Нитзингер | Bloodrock 3         | 9:56         |
| 3.                  | «Lucky in the Morning» | Нитзингер                                                | Bloodrock 2         | 6:01         |
| 4.                  | «Kool-Aid Kids»        | Нитзингер                                                | Bloodrock 3         | 6:25         |
| 5.                  | «D.O.A.»               | Ратледж, Хилл, Гранди, Кобб, Пикенс, Ник Тейлор          | Bloodrock 2         | 9:46         |
| 6.                  | «You Gotta Roll»       | Ратледж, Хилл, Нитзингер                                 | Bloodrock 3         | 5:05         |
| 7.                  | «Cheater»              | Ратледж, Хилл, Гранди, Кобб, Пикенс, Тейлор              | Bloodrock 2         | 6:43         |
| 8.                  | «Jessica»              | Нитзингер                                                | Bloodrock 3         | 4:44         |
| 9.                  | «Gotta Find a Way»     | Ратледж, Хилл, Гранди, Пикенс, Тейлор                    | Bloodrock           | 9:56         |
| Общая длительность: | Общая длительность:    | Общая длительность:                                      | Общая длительность: | 61:52        |

## Участники записи
- Джим Ратледж — вокал
- Ли Пикенс — соло-гитара
- Ник Тейлор — ритм-гитара, бэк-вокал
- Стиви Хилл — клавишные, бэк-вокал
- Эд Гранди — бас-гитара, бэк-вокал
- Рик Кобб — ударные
- Терри Найт[англ.] — продюсер

## Позиция в хит-парадах
| Год  | Страна | Хит-парад                 | Позиция |
| ---- | ------ | ------------------------- | ------- |
| 1972 | США    | Billboard Top LP’s & Tape | 67      |